# قوة الصواريخ الاستراتيجية الملكية السعودية
قُوَّة الصَّواريخ الاسْتِراتِيجيَّة المَلكِيّة السُّعُوديَّة هي فرع خدمة الدفاع الصاروخي والجناح العسكري الملكي الأحدث للقوات المسلحة السعودية، وتعد واحدة من أركان الحرب العامة المعنية بإستيعاب كل ما من شأنه تعزيز قدرة الصواريخ الاستراتيجية لتحقيق الردع ضد أي تهديد قد يمس مقدسات ومقدرات المملكة العربية السعودية. يتم تخريج ضباط هذا الفرع من الكلية الملكية للدفاع الجوي بمحافظة الطائف، ويشغل قيادة القوة في الوقت الراهن الفريق الركن جار الله العلويط.
أنشئت نواة قوة الصواريخ الاستراتيجية كمشروع كان يُعرف في أوساط وزارة الدفاع والطيران والمفتشية العامة باسم «مشروع الصقر» الصاروخي الاستراتيجي. ودور القوة التي ظلت سرية إلى وقت ليس بالبعيد، ينمو بسرعة منذ عام 2009م، حين أعلنت السعودية عن رغبتها في إنشاء برنامج نووي كإجراء مضاد لبرنامج إيران النووي. وقد ذكر ذلك خادم الحرمين الشريفين الملك الراحل عبد الله بن عبد العزيز والأمير تركي الفيصل رئيس الاستخبارات العامة السابق.

## نظرة عامة

### أول ظهور للعلن

صواريخ من طراز دونغفنغ (دي اف - 3) في مسيرة عرض في ختام المناورات العسكرية التي حملت اسم سيف عبد الله.

في نهاية مناورات «سيف عبد الله» 1435 وبعد ظهور صواريخ «باتريوت» و «شاهين»، ظهرت المفاجأة حيث تم عرض سلاح الردع «رياح الشرق» القادر على حمل رؤوس نووية، أمام العالم لأول مرة منذ 27 عاما. وذكر موقع ديبكا فايل القريب من أجهزة الاستخبارات الإسرائيلية أن المملكة العربية السعودية استعرضت مؤخراً مجموعة من الصواريخ من طراز دونغفنغ (دي اف - 3) الصينية الصنع، التي تتميز بقدرتها على حمل رؤوس نووية، وزعم الموقع أن السعودية تعتبر أولى الدول في الشرق الأوسط التي تعرض علناً صورايخ بعيدة المدى العابرة للقارات، التي تمكنت من شرائها من الصين قبل 27 عاما. وأشار الموقع الإسرائيلي أن القوات السعودية استعرضت هذه الصواريخ في قاعدة حفر الباطن في المنطقة الشرقية من المملكة، في قطاع الحدود المشتركة مع الكويت والعراق، وذلك في ختام المناورات العسكرية التي حملت اسم سيف عبد الله يوم الثلاثاء 29 أبريل 2014م. ويصل المدى المؤثر لصواريخ دي اف – 3 إلى 2650 كيلو متر، ويمكن لهذه الصواريخ أن تحمل رأسا نووية واحدة، وتتراوح القدرة التدميرية لهذه الصواريخ بين واحد إلى ثلاثة ميجا طن. وتشير مصادر الاستخبارات الإسرائيلية إلى أن عرض الصواريخ النووية يتضمن توجيه رسالة شديدة الوضوح إلى كل من الولايات المتحدة وإيران خلال المرحلة التي تسبق التوصل إلى اتفاق بين الجانبين بشأن البرنامج النووي لإيران، وهو ما يعني بوضوح أن لدى السعودية صواريخ نووية، يمكن استخدامها في حالة اندلاع نزاع مسلح مع إيران، وذكرت ديبكا فايل أيضا بأنه خلال الزيارات الأخيرة التي قام بها مسؤولون سعوديون إلى الصين، تمت مناقشة إمكانية حصول الرياض على صواريخ دونغفنغ (دي اف - 21) التي يصل مداها إلى 1700 كيلو متر، بالإضافة إلى منظومة الرادار المصاحبة لتلك الصواريخ.

### قواعد القوات
- قاعدة الوطح: في منطقة الوطح على بعد 201 كم من العاصمة السعودية الرياض. تم رصد القاعدة عن طريق صور ساتلية التقطت في يوليو 2013م، ورصد المحللون الذين فحصوا الصور إثنتين من منصات إطلاق الصواريخ ووجدوا عليها علامات تشير إحداها إلى الشمال الغربي نحو تل أبيب والمنصة الثانية إلى الشمال الشرقي باتجاه طهران.[13]
- قاعدة السليل: هي أول منشأة صاروخ باليستي السعودي بنيت عام 1987-1988م بالقرب من بلدة السليل 450 كم جنوب الرياض.[14][15]
- قاعدة 511: تبعد حوالي 180 كلم جنوب مدينة الرياض وتقع في محافظة الحريق.[16]
- قاعدة 533: تابعه لمحافظة رنية.[17]
- قاعدة 566: تبعد تقريبا 750 كم من الشمال الغربي للرياض.
- قاعدة 522: في وادي الدواسر.[18]
- قاعدة 544

### عتاد وتسليح
القذائف أرض ـ أرض صواريخ بالستية 
رياح الشرق
النوع: DF-3A
- المدى الأقصى: 2800 إلى 4000 كيلو
- الطول: 24 متر
- القطر: 2.24 متر
- الوزن: 64 طن

النوع: DF-M1
- المدى: 1900 إلى 2500 كيلو
- الطول: 18,5 m
- القطر: 1,25 m
- الحمولة: M-11

النوع: CSS-5
- المدى: 4000 إلى 5500 كيلو

النوع: CSS-6
- المدى: 5000 إلى 6500 كيلو

النوع: DF-11
- المدى: 900 إلى 1500 كيلو

بالإضافة إلى الصواريخ القديمة CSS-2
النوع: DF-31
- المدى: 6000 كيلو إلى 11000 كيلو
الصواريخ متوسطة المدى الباكستانية
النوع: غوري 
المدى: 1100كيلو إلى 2300 كيلو
النوع: شاهين -2
المدى: 2000 كيلو إلى 2200 كيلو
الصواريخ قصيرة المدى الأوكرانية 
النوع: غروم 2
المدى: 50-550 كيلومتر
رؤوس نووية:
بحسب بي بي سي ذكر بعض الخبراء بأن السعودية قدمت مساعدات مالية لبرنامج الأسلحة النووية الباكستانية، وعليه فإنه من المُرجح والممكن أنها تلقت ولديها بالفعل أسلحة نووية من باكستان.

## المعدات
| نموذج        | صورة | أصل   | كمية            | تفاصيل |
| ------------ | ---- | ----- | --------------- | --- |
| دي إف - 3 أي |      | الصين | 10+ (IISS 2022) | السلاح الرئيسي لقوات الصواريخ الاستراتيجية الصينية هو صاروخ DF-3 الصيني (CSS-2، صاروخ دونغفنغ )، الذي يحمل رأسًا حربيًا تقليديًا شديد الانفجار (2150 كجم) وهو نوع من صاروخ دونغفنغ 3A الباليستي متوسط المدى . يبلغ أقصى مدى للصاروخ 4000 كم، وقد تم تسليمه بناءً على طلب قدمته المملكة العربية السعودية في عام 1987. وبحسب ما ورد تم تسليم حوالي 50 صاروخًا (وفقًا لمعهد ستوكهولم الدولي لأبحاث السلام) و9 إلى 12 قاذفة ناقلة (TEL) في عام 1988، ومع ذلك لم يتم إجراء أي إطلاق تجريبي معروف في البلاد. عرضتها المملكة العربية السعودية علنًا لأول مرة في عام 2014. |
| دي إف-21     |      | الصين |                 | في عام 2013، ظهرت تقارير إعلامية تشير إلى أن قوة الصواريخ الاستراتيجية الملكية السعودية ستفكر في شراء صاروخ باليستي متقدم من طراز DF-21 من الصين في المستقبل. في يناير 2014، كشفت مجلة نيوزويك أن المملكة العربية السعودية قد اشترت سرًا عددًا من صواريخ DF-21 الباليستية متوسطة المدى في عام 2007. وقالوا أيضًا إن وكالة المخابرات المركزية الأمريكية سمحت بإتمام الصفقة طالما تم تعديل الصواريخ بحيث لا تتمكن من حمل رؤوس حربية نووية . في حين أن DF-3 لديه مدى أطول، فقد تم تصميمه لحمل حمولة نووية، وبالتالي كان دقته ضعيفة (300 متر CEP ) إذا تم استخدامه مع رأس حربي تقليدي. لن يكون مفيدًا إلا ضد أهداف واسعة النطاق مثل المدن والقواعد العسكرية. هذا جعلها عديمة الفائدة خلال حرب الخليج للرد على هجمات صواريخ سكود العراقية ، حيث كانت ستتسبب في خسائر فادحة في صفوف المدنيين ولن تكون فعالة مثل الهجمات الجوية المستمرة للتحالف. بعد الحرب، تعاون السعوديون ووكالة المخابرات المركزية الأمريكية سرًا للسماح بشراء صواريخ DF-21 الصينية. تعمل صواريخ DF-21 بالوقود الصلب بدلاً من الوقود السائل مثل DF-3، لذا يستغرق تحضيرها للإطلاق وقتًا أقل. تبلغ دقتها 30 مترًا ، مما يسمح لها بمهاجمة أهداف محددة مثل المجمعات السكنية أو القصور. لا يُعرف أن السعوديين يمتلكون منصات إطلاق متحركة، ولكن قد يستخدمون حوالي 100 إلى 125 منصة إطلاق تم شراؤها في الأصل مع صواريخ DF-3. عدد صواريخ DF-21 التي تم شراؤها غير معروف. تتكهن مجلة نيوزويك بأن تفاصيل الصفقة التي يتم الإعلان عنها هي جزء من الردع السعودي ضد إيران. |